# Estación de Aldea-Amposta-Tortosa
Estación de Aldea-Amposta-Tortosa vasútállomás Spanyolországban, L'Aldea településen.

## Vasútvonalak
Az állomást az alábbi vasútvonalak érintik:
- Tarragona-Valencia-vasútvonal

## Kapcsolódó állomások
A vasútállomáshoz az alábbi állomások vannak a legközelebb: